# 畠山政長
畠山 政長（はたけやま まさなが）は、室町時代後期から戦国時代前期の武将・守護大名。室町幕府管領、河内・紀伊・越中・山城守護。足利氏の一門畠山氏の人物。妻は京極持清の娘。子に尚順（尚慶）。
お家騒動で従兄の畠山義就と争い、応仁の乱を引き起こした。

## 生涯
畠山持富の次男として誕生。政久（弥三郎）の弟。

### 家督争い
政長の父持富は、嫡子のない兄（政長の伯父）の畠山持国の嗣子に予定されていた。しかし、持国は庶子の義就を召し出して跡を嗣がせようとしたため、畠山家中に内紛が生じた。持富は間もなく没したが、政長の兄・弥三郎が跡を嗣いで義就と争った。
長禄3年（1459年）、弥三郎も死去したため、政長は弥三郎派の遊佐長直・神保長誠・成身院光宣らの支持を受けて弥三郎の後継となり、義就と激しい戦いを繰り広げた。
寛正元年（1460年）9月20日、第8代将軍・足利義政の命令で失脚した義就に代わり幕府に帰参、義政より偏諱（「政」の字）の授与を受けて、政長と名乗る。
寛正元年12月19日から寛正4年（1463年）4月15日の2年半にかけて義就が籠城する河内嶽山城を包囲・陥落させ、義就の追討に功績を挙げた（嶽山城の戦い）。
寛正5年（1464年）11月13日、細川勝元（妻の従兄弟にあたる）の後任の管領に就任する。管領在任中は奥州探題大崎教兼の関東出陣を命令、勝元の依頼で伊予国人河野通春討伐を大内教弘に命じている。

### 畠山義就の反攻と応仁の乱
寛正6年（1465年）8月、吉野に逃れていた畠山義就が奈良盆地に進出してきたが、幕府内は将軍家の家督問題などで紛糾しており、義就討伐軍を出せる状態ではなかった。同年、9月21日から29日までの8日間開催された義政の春日大社下向・社参では、警固役を務めている。
文正元年（1466年）8月25日には、畠山義就は壺坂寺に陣を置いた。同年9月、細川氏と山名氏の対立が強まり、山名持豊（宗全）は義就を味方に引き入れた。同月、義就は河内国に侵攻し、政長方の軍を破った。翌10月24日、義就は、河内国から上洛し、山名持豊の支援のもと、千本釈迦堂に陣を置いた。
文正元年（1466年）の末には、将軍・義政が畠山義就の赦免を決め、これにより、応仁元年（1467年）1月8日、政長は管領を解任された（後任の管領には、山名持豊派の斯波義廉が就いた）。義就は、政長に代わり、越中国、河内国、紀伊国の三ヵ国を安堵され、幕府に出仕した。
追い込まれた政長は、応仁元年（1467年）1月17日、京都の自邸に火を放ち、上御霊神社に立てこもった。翌18日、義就勢との間に戦闘が始まり、摂津国に敗走した（御霊合戦）。このとき、幕府から政長追討の奉書が各所に出されている。
これを期に足利将軍家や斯波氏の争い（武衛騒動）と関連して応仁の乱が始まった。

### 大乱中の活動
応仁元年（1467年）1月、畠山義就勢に破れた後、政長は摂津国太田（現・大阪府茨木市太田）に落ち延び、細川勝元の庇護を受けていた。同年6月、政長は幕府から赦免され、逆に義就が謀反人の扱いを受け、「凶徒」の烙印を押されることになる。勝元率いる東軍に属して宗全・義就ら西軍と戦った。政長本人はほとんど出陣しておらず、10月の相国寺の戦いで相国寺の西軍を急襲、文明2年（1470年）12月6日に南朝の末裔を称する人物を討ち取った程度で、河内・紀伊は赦免と同時に政長方が奪還、大乱中は大和国人の筒井順永・十市遠清らが西軍の攻撃を防いだ。一方の義就は、文明元年（1469年）に山城西部を制圧（西岡の戦い）、河内・摂津に進軍したが奪取出来なかった。
文明5年（1473年）に宗全・勝元が死去、12月19日に義政が息子の義尚に将軍職を譲って隠居した時、義尚の元服式のため1週間、2度目の管領を務めた。この時期管領に権力はほとんどなく、勝元の死去から政長の管領就任まで半年余り空席だった。政長の辞任後は、幼少の義尚の代わりに母方の伯父に当たる日野勝光が実質的に管領の役割を担当、勝光を通して義政が幕府を切り回している状態であった。
河内・大和は乱を通して安定せず、政長と義就それぞれの派閥に分かれた国人が争い続けていた。文明8年（1476年）4月、政長は、守護代・遊佐長直を河内国若江城に置き、領国支配に当たらせた。
文明9年（1477年）9月21日、畠山義就は京都を出発し、河内国に向かった。同年10月9日、義就によって若江城は落城し、城将・遊佐長直は逃走した。義就は他の河内諸城も落とし、河内を実力で奪取してしまった（若江城の戦い）。
大和でも、義就派の越智家栄・古市澄胤が政長派の筒井順尊・箸尾為国・十市遠清らを追い落として、河内と大和は義就派が領有、政長は名目上の守護に過ぎなくなってしまった（越中・紀伊は確保している）。以後、政長は領国奪還のため義就討伐に執念を燃やすようになる。

### 河内争奪戦
文明9年12月に3度目の管領に就任、文明10年（1478年）に山城守護に任じられる。本来山城は、幕府や朝廷の直轄領や有力貴族・寺社の荘園として統治され、守護職は名目上の役割に過ぎなかった。しかし、政長は実権を得るため、幕府から財政難を理由に命令された寺社本所領の課税で守護領国制の導入を強行した。それは同じ東軍であった細川政元（勝元の子）ら幕府首脳たちの反感を買ったばかりでなく、義就の圧力を受けた幕府により課税を撤回させられ、面目を潰された。
文明14年（1482年）3月8日、幕府から義就討伐命令を取り付けて政元と共に出陣し、6月に摂津に到着、7月に政元が勝手に義就と単独講和して引き上げた後も進軍を続け、摂津から船で堺に上陸して河内に侵攻した。だが、逆に「政長討伐」を名目とした義就軍の南山城侵攻や、山城の国人・農民達による国人一揆（山城国一揆）を引き起こした。
文明17年（1485年）、政長は止むを得ず山城から手を引き、山城は事実上幕府の御料国となった。
河内についても、文明15年（1483年）に河内北部の犬田城（枚方市）の救援に向かおうとして義就に撃破され、犬田城も落とされ河内を制圧されたため、領国化を果たせなかった（犬田城の戦い）。
幕政でも、文明18年（1486年）に管領を政元に交代、同年から長享元年（1487年）に4度目の管領となったが実権はなく、日野勝光の死後はその妹で義尚の母の日野富子が義政の代理として執り行う体制が続き、段々幕府に不満を抱いていった。
長享3年（延徳元年、1489年）、義尚が亡くなり、従弟の足利義材（後の義稙）が第10代将軍に就任すると、政元への対抗上義材と連携を組んで家督を維持し、権勢を誇った。

### 明応の政変
明応2年（1493年）2月、将軍・義材が、河内国の畠山基家（義豊）（義就の子）征討の軍を起こすと、嫡子・尚順らと共に、これに従った。幕府軍として河内国に侵攻し、諸城を落とし、同年3月26日には畠山基家の本城・高屋城に攻め寄せた。
しかし、攻城最中の明応2年（1493年）4月22日、義材に同行せず京都に残っていた細川政元から、香厳院清晃（のち足利義澄）の擁立と政長討伐、畠山基家の赦免の令が発せられた（明応の政変）。政元は各方面に手を回しており、幕府軍の多くは堺に引き上げ、赤松政則は誉田城に入り、政長を挟撃する構えをとった。政元は、閏4月7日、丹波国守護代・上原元秀、被官・安富元家らを河内国に向かわせ、政長を攻撃させた。
将軍・義材と政長・尚順父子は、正覚寺城に立てこもったが、援軍が阻まれ、孤立無援となった。
閏4月25日、政長は尚順を逃がした後、自害した。墓所は正覚寺（現・大阪府大阪市平野区正覚寺町）。法名は実隆寺殿。なお、自害する際に薬研藤四郎を使用したところ上手くいかず、別の刀で自害したという。

## 死後
義材は捕らえられ京都に幽閉、次の将軍に義材の従兄・義澄が政元に擁立されたが、義材は脱出して政長の越中守護代神保長誠を頼って逃亡、越中公方と称された。また、尚順（のち政長の1字を取って尚長と改名）も紀伊国で挙兵し、基家・政元と戦うことになる。

## 偏諱を与えた人物
- 神保長誠
- 遊佐長直
- 遊佐長恒
- 遊佐長滋
- 遊佐長孝

## 関連作品
テレビドラマ
- 花の乱（1994年、NHK大河ドラマ、演：赤羽秀之）